# سامانه طبقه‌بندی اقلیمی کوپن
| Af Am Aw/As |  | BWh BWk BSh BSk |  | Csa Csb Csc |  | Cwa Cwb Cwc |  | Cfa Cfb Cfc |  | Dsa Dsb Dsc Dsd |  | Dwa Dwb Dwc Dwd |  | Dfa Dfb Dfc Dfd |  | ET EF |

نقشه به‌روزرسانی‌شده طبقه‌بندی اقلیمی کوپن-گایگر

سامانهٔ طبقه‌بندی اقلیمی کوپن (به انگلیسی: Köppen climate classification) یکی از پرکاربردترین سامانه‌های طبقه‌بندی اقلیمی است. این طبقه‌بندی برای نخستین بار به وسیلهٔ اقلیم‌شناس روسی-آلمانی ولادیمیر کوپن در سال ۱۸۸۴ مطرح شد و بعداً خود کوپن چندین تغییر در آن داد که مهم‌ترین این تغییرها در سالهای ۱۹۱۸ و ۱۹۳۶ بود. سپس اقلیم‌شناس آلمانی رودلف گایگر با کوپن در زمینهٔ تغییرات این سیستم طبقه‌بندی مشارکت کرد و از این رو این طبقه‌بندی را گاهی سیستم طبقه‌بندی اقلیمی کوپن-گایگر می‌نامند. این سیستم بر پایهٔ این اصل است که گیاهان بومی بهترین شاخص اقلیم هستند؛ بنابراین مرزهای اقلیمی مناطق با نوع پوشش گیاهی آن‌ها مشخص شده‌است. این سیستم ترکیبی از میانگین دمای سالانه و ماهانه و بارش و فصلی بودن بارش می‌باشد.

## ساختار
ساختار طبقه‌بندی اقلیمی کوپن اقلیم‌ها را به پنج گروه اصلی طبقه‌بندی می‌کند که هر کدام با توجه به بارش فصلی و دما دارای چندین زیرگروه می‌باشند. هر نوع اقلیم با ۲ تا چهار نماد حرفی نشان داده می‌شود. به جز گروه E باقی گروه‌ها (بر اساس حرف اول) به زیرگروه‌هایی بر اساس بارش فصلی تقسیم می‌شوند که در حرف دوم مشخص می‌باشد. همچنین به جز گروه A در همه گروه‌ها حرف آخر نشانگر خصوصیت دمایی می‌باشد.
| حرف اول     | حرف دوم                                                                | حرف آخر                                                             |
| ----------- | ---------------------------------------------------------------------- | ------------------------------------------------------------------- |
| A (حاره‌ای)  | f (جنگل بارانی) m (موسمی) w (ساوان، زمستان خشک) s (ساوان، تابستان خشک) |                                                                     |
| B (خشک)     | W (کویر خشک) S (نیمه خشک یا استپ)                                      | h (داغ) k (سرد)                                                     |
| C (معتدل)   | w (زمستان خشک) f (بدون فصل خشک) s (تابستان خشک)                        | a (تابستان داغ) b (تابستان گرم) c (تابستان سرد)                     |
| D (قاره ای) | w (زمستان خشک) f (بدون فصل خشک) s (تابستان خشک)                        | a (تابستان داغ) b (تابستان گرم) c (تابستان سرد) d (زمستان خیلی سرد) |
| E (قطبی)    |                                                                        | T (تندرا) F (کلاهک یخی)                                             |

### گروه A: اقلیم‌های استوایی/حاره‌ای

پراکندگی اقلیم حاره‌ای

مشخصهٔ اقلیم حاره‌ای همیشگی بودن دمای بالای آن‌ها در سطح دریا و ارتفاع پایین است. همهٔ دوازده ماه سال دارای میانگین دمای ۱۸ درجه سانتیگراد یا بالاتر است. این اقلیم به زیرگروه‌های زیر طبقه‌بندی می‌شود:

#### اقلیم جنگل‌های بارانی(Af)
در همهٔ دوازده ماه سال میانگین بارش در اقلیم جنگل‌های بارانی دست کم ۶۰ میلی‌متر است. این اقلیم معمولاً تا مدار ۵ تا ۱۰ درجهٔ عرض جغرافیایی از خط استوا هستند. در برخی از مناطق سواحل شرقی ممکن است این اقلیم تا ۲۵ درجه فاصله از استوا گسترش یابد. این اقلیم در تمام طول سال دارای سیستم کم فشار آرامگان استوایی است و بنابراین هیچ فصل طبیعی در آن وجود ندارد.
- برخی از مناطقی که دارای این اقلیم هستند به گونه‌ای یکنواخت و همیشگی در تمام طول سال مرطوب هستند مانند سواحل غربی آمریکای مرکزی و جنوبی از اکوادور تا کاستاریکا، ولی در بسیاری از موارد دورهٔ خورشید بالاتر و روزهای طولانی‌تر به گونه‌ای متمایز دارای رطوبت بیشتری است (مانند پالمینگ اندونزی) یا دورهٔ خورشید پایین‌تر و روزهای کوتاهتر دارای باران بیشتری است (مانند سیتیاوان در مالزی).[۲]
- چند مکان در لبهٔ بیرونی منطقهٔ استوایی وجود دارند که دارای این اقلیم می‌باشند که بیشتر این مناطق در نیمکرهٔ جنوبی قرار دارند مانند سانتوس در برزیل. تک‌فصلی بودن یکی از ویژگی‌های متمایز این اقلیم است. اصطلاح تک‌فصلی به عدم اختلاف زیاد بین ساعات روز و شب و به عدم اختلاف زیاد میانگین دمای ماهانه (یا روزانه) در طول سال دلالت می‌کند. تغییرات دوره‌ای سالانه‌ای در مناطق استوایی وجود دارد، ولی مانند مناطق معتدل پیش‌بینی پذیر نیستند، گرچه این تغییرات در درجه حرارت پدید نمی‌آیند و بلکه در دسترس بودن آب به صورت باران، مه یا آب روی زمین روی می‌دهند. گیاهان (مانند فنولوژی)، حیوانات (تغذیه، کوچ، تولید مثل و غیره) و فعالیت‌های انسانی (کاشت گیاه، خرمن برداری، شکار، ماهیگیری و غیره) بسته به این فصلی بودن دارد. در آمریکای جنوبی و مرکزی استوایی فصل باران (فصل پرآب) اینویرنو و اینورنو نامیده می‌شود که معمولاً در تابستان نیمکرهٔ شمالی روی می‌دهد و فصل خشک (فصل کم‌آب) ورانو یا ورائو نامیده می‌شود که معمولاً هنگام زمستان نیمکرهٔ شمالی روی می‌دهد.[۲]

#### اقلیم موسمی(Am)
اقلیم موسمی که بیشتر در آمریکای جنوبی حاکم است در اثر بادهای موسمی که بسته به فصل‌ها تغییر جهت می‌دهند، پدید می‌آید. این اقلیم دارای خشک‌ترین ماه است (تقریباً همیشه هنگام انقلاب زمستانی یا کمی پس از آن در آن سوی خط استوا رخ می‌دهد) که باران در آن کمتر از ۶۰ میلی‌متر، ولی بیشتر از یک بیست و پنجم کل بارش سالانه است.
- نمونه‌ها:
  - کنز، کوئینزلند، استرالیا[۳]
  - میامی، فلوریدا، ایالات متحده
- شرایط دیگری وجود دارد که برخی از مناطق را در این مقوله جای می‌دهد که عبارت است از اقلیم لیتورال باد بسامان، زیرا باد شرقی بارش کافی را در خلال زمستان به همراه می‌آورد و از تبدیل شدن اقلیم منطقه به اقلیم مرطوب و خشک استوایی جلوگیری می‌کند. ناسائو در باهاما این چنین است.

#### اقلیم ساوان(Aw)
اقلیم ساوان دارای فصل خشک آشکاری است که بارش در خشک‌ترین ماه آن به کمتر از ۶۰ میلی‌متر می‌رشد و این میزان بارش کمتر از یک بیست و پنجم کل بارش سالانه است.
- نمونه‌ها:
  - داروین، قلمرو شمالی، استرالیا[۴]
  - کاراکاس، ونزوئلا
  - بمبئی، هند
  - بانکوک، تایلند[۵]
- بیشتر مناطقی که دارای این اقلیم می‌باشند در حاشیهٔ بیرونی منطقهٔ استوایی قرار دارند، ولی گاهی در درون مناطق استوایی نیز مناطقی دیده می‌شوند (مانند سن مارکوس، آنتیوکیا، کلمبیا). سواحل کارائیب به سوی شرق از خلیج اورابا در مرز کلمبیا و پاناما به سوی دلتای رودخانهٔ ارینوکو در اقیانوس اطلس (تقریباً ۴۰۰۰ کیلومتر) دارای دورهٔ خشک طولانی هستند. این اقلیم تا جزایر آنتیل کوچک و آنتیل بزرگ گسترش یافته که کمربند دور کارائیب را تشکیل می‌دهد.
- چنانچه فصل خشک در زمان خورشید بالاتر و روزهای طولانی‌تر باشد گاهی نماد As به جای Aw به کار می‌رود. این ویژگی مثلاً در بخش‌هایی از هاوایی، آفریقای شرقی(مومباسا، کنیا) و سریلانکا(ترینکومالی)وجود دارد. در بیشتر مناطق که اقلیم مرطوب و خشک استوایی دارند فصل خشک در زمان خورشید پایین‌تر و روزهای کوتاهتر روی می‌دهد زیرا اثر سایهٔ باران در خلال زمان خورشید بالاتر سال وجود دارد.

### گروه B: اقلیم‌های خشک (بایر و نیمه بایر)

پراکندگی اقلیم بیابانی.

در این اقلیم بارش کمتر از میزان بالقوهٔ تبخیر است. میزان تبخیر-تعرق (به میلی‌متر) به این ترتیب تعیین می‌شود:
- میانگین دمای سالانه به سانتیگراد ضرب در ۲۰، سپس اگر ۷۰٪ یا بیشتر از کل بارش در نیمه‌ای از سال که خورشید بالا است (آوریل تا پایان سپتامبر در نیمکرهٔ شمالی، یا اکتبر تا پایان مارس در نیمکرهٔ جنوبی) رخ دهد عدد به دست آمده به اضافهٔ ۲۸۰ می‌شود، ولی اگر ۳۰٪ تا ۷۰٪ از کل بارش در طول دورهٔ یاد شده روی دهد عدد به دست آمده به اضافهٔ ۱۴۰ می‌شود و بالاخره اگر کمتر از ۳۰٪ از کل بارش در دورهٔ یاد شده باشد عدد به دست آمده به اضافهٔ صفر می‌شود.
- اگر بارش سالانه کمتر از ۵۰٪ این میزان باشد منطقهٔ مورد نظر به عنوان اقلیم بیابانی(BW)شناخته می‌شود. اگر بین ۵۰٪ تا ۱۰۰٪ از این میزان باشد منطقهٔ مورد نظر به عنوان اقلیم نیمه‌خشک(BS) شناخته می‌شود.
- حرف سومی می‌تواند به نماد افزوده شود تا دما را نشان دهد. حرف h نشانگر اقلیم‌هایی است که در عرض جغرافیایی پایین قرار دارند (دمای میانگین سالانهٔ آن‌ها بالای ۱۸ درجه سانتیگراد است). حرف k نشانگر اقلیم‌هایی است که در عرض‌های میانی جغرافیایی قرار داند (دمای میانگین سالانهٔ آن‌ها زیر ۱۸ درجه است). ولی امروزه بیشتر (به ویژه در ایالات متحده) حرف h نشانگر این است که میانگین دمای سردترین ماه سال بالای صفر درجه سانتیگراد است و حرف k نشانگر این است که دست کم دمای میانگین یک ماه سال زیر صفر درجه است.
- نمونه‌ها:
  - اصفهان، ایران (BWk)
  - تبریز، ایران (BSk)
  - تهران، ایران (BSk)
  - کرج، ایران (BSk)
  - مشهد، ایران (BSk)
  - مناطق بیابانی واقع در سواحل غربی قاره‌ها در مناطق استوایی یا نزدیک استوایی به خاطر وجود جریان‌های سرد اقیانوسی در نزدیک آن‌ها دارای دمای پایین‌تری نسبت به مناطق هم مدارشان در جاهای دیگر هستند. با وجود این که این مناطق طبق معیار میزان بارش سالانه در زمره خشک‌ترین مناطق زمین هستند، ولی دارای مه بیشتر و ابرهای کم ارتفاع بیشتری هستند. این اقلیم گاهی با نماد BWn نشان داده می‌شود. نمونه‌هایی از این اقلیم عبارتند از لیما در پرو و خلیج والویس در نامیبیا. مقولهٔ BSn در استپ‌های ساحلی مه‌آلود یافت می‌شود.
- گاهی حرف چهارمی افزوده می‌شود تا نشان دهد که زمستان یا تابستان مرطوب‌تر از نیمهٔ دیگر سال است. برای این که حرف چهارم افزوده شود باید مرطوب‌ترین ماه دست کم ۶۰ میلی‌متر میانگین بارش داشته باشد، اگر دمای همهٔ دوازده ماه سال بالای ۱۸ درجه سانتیگراد است. چنانچه دمای همهٔ دوازده ماه سال بالای ۱۸ درجه سانتیگراد نیست باید میانگین بارش دست کم ۳۰ میلی‌متر باشد. ضمن این که دست کم ۷۰٪ از کل بارش باید در نیمه‌ای از سال باشد که مرطوب‌ترین ماه در آن نیمه قرار گرفته‌است. اگر هیچ‌کدام از شرایط بالا وجود نداشته باشد حرف چهارمی افزوده نمی‌گردد.
- نمونه‌ها:
  - خارطوم، سودان (BWhs)
  - نیامی، نیجر (BShw)
  - اسکندریه، مصر (BWhs)
  - اصابعه، لیبی (BShs)
  - استان امنوگووی، مغولستان (BWkw)
  - شینینگ، چین (BSkw)

### گروه C: اقلیم‌های معتدل

پراکندگی مناطق معتدل

این اقلیم دارای دمای میانگین بالای ۱۰ درجه سانتیگراد در گرمترین ماه (آوریل تا سپتامبر در نیمکرهٔ شمالی) و در سردترین ماه سال میانگین بین منفی ۳ درجه و مثبت ۱۸ درجه سانتیگراد است.
برخی از اقلیم‌شناسان به ویژه در ایالات متحده معیار صفر درجه سانتیگراد را به معیار منفی ۳ درجه سانتیگراد در سردترین ماه سال به عنوان مرز میان این گروه و گروه سردتر D (قاره‌ای مرطوب) ترجیح می‌دهند. این معیار صفر درجه از این جهت برگزیده می‌شود تا از قرار گرفتن برخی مناطق ساحل شرقی ایالات متحده و ژاپن در این گروه جلوگیری به عمل آید.
هنگامی که مرز میان گروه C(اقلیم معتدل) و D(اقلیم زمستان سرد) تا صفر درجه افزایش یابد (و نه منفی ۳ درجه که کوپن پیشنهاد کرده)، منطقهٔ گروه C کوچکتر شده و به سوی جنوب عقب‌نشینی می‌کند. در ایالات متحده از منطقه کلانشهر نیویورک (شهر نیویورک/نیوجرسی/کنتیکت جنوبی) به سوی جنوب، همچنین اهایو ولی سفلی، میدوست سفلی و دشت‌های جنوبی در منطقهٔ گروه C ملایم قرار دارند و مناطقی که شمال مناطق یاد شده هستند یعنی دشت‌های شمالی، گریت لیکس، میدوست، اهایو ولی علیا و ساحل شرقی (از بوستون به سمت شمال) در منطقهٔ گروه سردتر D قرار دارند. به کار بردن معیار صفر درجه همچنین بخش‌هایی از شمال شرقی و شمال آسیای میانه (شمال ژاپن، شمال چین و شمال کره) را در منطقهٔ سردتر گروه D (قاره‌ای مرطوب) قرار می‌دهد.
- حرف دوم نشان دهندهٔ الگوی بارش است - w نشانگر زمستان‌های خشک (میانگین بارش خشکترین ماه زمستان کمتر از یک دهم میانگین بارش مرطوب‌ترین ماه تابستان است که در یکی از زیرگروه‌ها خشک‌ترین ماه زمستان کمتر از ۳۰ میلی‌متر میانگین بارش دارد)، s نشانگر تابستان‌های خشک است (خشک‌ترین ماه تابستان کمتر از ۳۰ میلی‌متر میانگین بارش دارد و کمتر از یک سوم بارش سردترین ماه زمستان) و حرف f نشانگر بارش قابل توجه در همهٔ فصل‌ها است (یعنی هیچ‌کدام از شرایط بالا در این مورد صدق نمی‌کند).[۱]
- حرف سوم نشانگر درجهٔ گرمای تابستان است - a نشان می‌دهد که میانگین دمای گرمترین ماه بالای ۲۲ درجه سانتیگراد است -دست کم ۴ ماه آن دارای دمای میانگین بالای ۱۰ درجه سانتیگراد است. b نشان می‌دهد که میانگین دمای گرمترین ماه زیر ۲۲ درجه سانتیگراد و دست کم چهار ماه آن دارای دمای بالای ۱۰ درجه است. حرف C نشانگر این است که سه ماه یا کمتر از سه ماه از سال دارای میانگین دمای بالای ۱۰ درجه هستند.[۱]
- ترتیب این دو حرف گاهی وارونه می‌شود، به ویژه از سوی اقلیم شناسان آمریکایی.

#### اقلیم مدیترانه‌ای(Csa/Csb)
اقلیم مدیترانه‌ای معمولاً در غرب قاره‌ها میان عرض جغرافیایی ۳۰ درجه تا ۴۵ درجه است. از ویژگی‌های این اقلیم دمای معتدل و متغیر، هوای بارانی، تابستان‌های داغ و خشک است که بستگی به سیستم پرفشار نیمه‌گرمسیری دارد، به غیر از مناطق ساحلی که تابستان‌ها به خاطر جریان سرد اقیانوسی ملایم‌تر است. این جریان سرد اقیانوسی بیشتر اوقات ایجاد مه کرده و از ریزش باران جلوگیری می‌کند.
- نمونه‌ها:
  - پرت، استرالیای غربی، استرالیا(Csa)[۶]
  - پورتو، پرتغال(Csb)
  - تل آویو، اسرائیل(Csa)
  - خرم‌آباد، لرستان، ایران (Csa)
  - ایذه، خوزستان، ایران (csa)
  - ایلام، ایلام، ایران (Csa)
  - سن فرانسیسکو، ایالات متحده(Csb)
  - سویا، اسپانیا(Csa)
  - کرمانشاه، کرمانشاه، ایران (Csa)
  - یاسوج، کهگیلویه و بویراحمد، ایران (Csa)

#### اقلیم جنب‌حاره‌ای مرطوب(Cfa,Cwa)
اقلیم جنب‌حاره‌ای مرطوب معمولاً در سواحل شرقی و شرق قاره‌ها میان عرض جغرافیایی ۲۰ درجه تا ۳۰ درجه وجود دارد. برخلاف اقلیم مدیترانه‌ای که دارای تابستان‌های خشک است مناطق جنب‌حاره‌ای مرطوب دارای جریان‌های گرم و مرطوب از سوی استوا هستند که شرایط گرم و مرطوب در ماه‌های تابستان ایجاد می‌کند. از این رو برخلاف اقلیم مدیترانه‌ای که در آن زمستان مرطوب‌ترین فصل است در این اقلیم تابستان مرطوب‌ترین فصل می‌باشد. جریان‌های ارتفاعات جنب‌حاره‌ای و تابستان موسمی جریانی جنوبی از سوی استوا ایجاد می‌کنند که هوایی گرم و مرطوب را به سوی بخش‌های شرقی قاره‌ها روانه می‌کند. این جریان اغلب رگبارهای تندری پی در پی ولی کوتاه مدت را به همراه می‌آورد که از ویژگی‌های اقلیم سواحل شرقی نیمه‌گرمسیری است. آسیای شرقی دارای بارزترین موسمی‌های جنب‌حاره‌ای است که زمستان خشک و تابستان مرطوب آن از ویژگی‌های این منطقه می‌باشد.
- نمونه‌ها:
  - سائوپولو، برزیل(Cfa)[۷]
  - بنگبو، آن‌هوئی، چین(Cwa)
  - رشت، گیلان، ایران (Cfa)
  - ساری، مازندران، ایران (Cfa)

#### اقلیم اقیانوسی(Cfb,Cfc,Cwb,Cwc)
اقلیم اقیانوسی از نوع Cfb معمولاً در غرب قاره‌ها بین عرض‌های جغرافیایی ۴۵ درجه و ۵۵ درجه وجود دارد. این اقلیم در نیمکرهٔ شمالی درست در شمال اقلیم مدیترانه‌ای قرار دارد و در نیمکرهٔ جنوبی در استرالیا و انتهای جنوب آفریقا درست جنوب اقلیم نیمه استوایی مرطوب. در اروپای غربی این اقلیم در مناطق ساحلی تا مدار ۶۳ درجهٔ شمالی در نروژ وجود دارد. این اقلیم در تمام طول سال زیر سلطهٔ جبههٔ قطبی است که هوایی متغیر و اغلب تمام ابری را ایجاد می‌کند. تابستان‌ها به خاطر جریان‌های سرد اقیانوسی خنک هستند، ولی زمستان‌ها نسبت به اقلیم‌های دیگر در عرض‌های جغرافیایی مشابه ملایم تر، ولی بسیار ابری هستند.
- نمونه‌ها:
  - آوکلند، نیوزیلند (cfb)
  - هامبورگ، آلمان(cfb)
  - لندن، بریتانیا(cfb)
  - ملبورن، ویکتوریا، استرالیا(cfb)
  - ونکوور، بریتیش کلمبیا، کانادا(cfb)
- اقلیم‌های Cfb در ارتفاعات بالای مناطق نیمه‌استوایی و استوایی دیده می‌شوند، جاهایی که اگر به خاطر ارتفاع بالا نبود باید دارای اقلیم جنگل نیمه‌استوایی یا جنگل بارانی استوایی می‌بودند. این اقلیم را کوهستانی می‌نامند.

#### اقلیم معتدل کوهستان‌های مناطق استوایی با زمستان‌های خشک(Cwc, Cwb)
نوعی اقلیم است که در کوهستان‌های مناطق استوایی مکزیک، پرو، بولیوی، ماداگاسکار، زامبیا، زیمبابوه و آفریقای جنوبی وجود دارد. در خارج از منطقه استوایی کوهستان‌های مرکز آرژانتین نیز دارای چنین اقلیمی هستند. در این اقلیم زمستان قابل توجه و خشک است و تابستان‌ها می‌توانند بسیار بارانی باشد. در مناطق استوایی دارای چنین اقلیمی فصل بارانی تحت تأثیر توده‌های هوای استوایی است و زمستان‌های خشک تحت تأثیر مرکز پرفشار نیمه استوایی.
- نمونه‌ها:
  - خولیاکا، پرو(Cwb)[۸]
  - کپاکابانا، بولیوی (Cwc)

#### اقلیم اقیانوسی نیمه قطبی(Cfc)
این اقلیم در نیمکرهٔ شمالی در شمال اقلیم معتدل اقیانوسی قرار دارد یا محدود به نوارهای باریک ساحلی لبه‌های غربی قاره‌ها می‌شود یا محدود به سواحل جزیره‌ها.
- نمونه‌ها:
  - کوه گروز، ونکوور شمالی، بریتیش کلمبیا، کانادا
  - ریکیاویک، ایسلند

#### اقلیم نیمه آلپی(Csc)
این اقلیم در نواحی مرتفع متصل به اقلیم ساحلی Csb جایی که تأثیر بسیار دریا از این که میانگین دمای ماهانه زمستان کمتر از منفی ۳ درجهٔ سانتیگراد بشود جلوگیری می‌کند وجود دارد. این اقلیم بسیار کمیاب است و فقط در مناطق ایزوله‌ای مانند کوهستان‌های کاسکا و آند که اقلیم تابستان خشک در آن نسبت به جاهای دیگر قارهٔ آمریکا بیشتر به سوی قطب پیشروی می‌کند دیده می‌شود.
- نمونه‌ها:
  - بالماسدا، شیلی
  - کوه بوهمیا، اورگن، ایالات متحده

### گروه D: اقلیم‌های قاره‌ای

پراکندگی اقلیم قاره‌ای

اقلیم قاره‌ای دمای میانگین بالای ۱۰ درجهٔ سانتیگراد در گرمترین ماه و در سردترین ماه دمای میانگین کمتر از منفی ۳ درجهٔ سانتیگراد (یا صفر درجه در برخی از معیارها همانگونه که قبلاً گفته شد) را داراست. این اقلیم بیشتر مختص نواحی داخلی قاره‌ها و سواحل شرقی آن‌ها و معمولاً بالای عرض جغرافیایی ۴۰ درجه است. در نیمکرهٔ جنوبی به خاطر وجود خشکی‌های کمتر در عرض‌های جغرافیایی میانه اقلیم گروه D بسیار کمیاب است.
- حرف‌های دوم و سوم نیز همانگونه که برای گروه C به کار می‌روند برای این گروه نیز به کار می‌روند. حرف سوم d نشانگر این است که ۳ ماه یا کمتر دارای دمای بالای ۱۰ درجه سانتیگراد است و دمای سردترین ماه نیز زیر منفی ۳۸ درجه سانتیگراد می‌باشد.
- حرف دوم نشانگر الگوی بارش است - حرف w نشانگر زمستان‌های خشک است (میانگین بارش خشکترین ماه زمستان کمتر از یک دهم میانگین بارش مرطوب‌ترین ماه تابستان است، طبق تفسیری دیگر خشکترین ماه زمستان کمتر از ۳۰ میلی‌متر میانگین بارش دارد)، حرف s نشانگر تابستان‌های خشک است (خشکترین ماه تابستان کمتر از ۳۰ میلی‌متر میانگین بارش و کمتر از یک سوم بارش مرطوب‌ترین ماه زمستان است) و f نشانگر بارش قابل توجه در همهٔ فصل ما است (یعنی هیچ‌کدام از موارد بالا در مورد آن صدق نمی‌کند).
- حرف سوم نشانگر درجهٔ دمای تابستان است - حرف a نشانگر این است که میانگین دمای گرمترین ماه بالای ۲۲ درجهٔ سانتیگراد است و دست کم ۴ ماه از سال دارای میانگین دمای بالای ۱۰ درجه سانتیگراد است، حرف b نشانگر این است که میانگین گرمترین ماه زیر ۲۲ درجهٔ سانتیگراد است، ولی دست کم چهار ماه از سال دارای میانگین بالای ۱۰ درجهٔ سانتیگراد است. حرف c نشانگر این است که ۳ ماه یا کمتر دارای میانگین دمای بالای ۱۰ درجهٔ سانتیگراد است.

#### اقلیم قاره‌ای با تابستان‌های داغ(Dfa, Dwa, Dsa)
اقلیم قاره‌ای با تابستان‌های داغ از نوع Dfa معمولاً میان عرض‌های جغرافیایی ۳۵ درجه تا ۴۵ درجه دیده می‌شود. از ویژگی‌های آن میانگین دمای بیشتر از ۲۲ درجه در گرمترین ماه است. این اقلیم در اروپا خشک‌تر از آن در آمریکای شمالی است. در آسیای شرقی اقلیم Dwa زیر نفوذ سیستم پرفشار سیبری به سوی جنوب پیشروی دارد که در آن زمستان‌ها خشک و تابستان‌ها به خاطر چرخهٔ موسمی خیلی مرطوب است. اقلیم Dsa در ارتفاعات بالاتر متصل به اقلیم مدیترانه‌ای با تابستان داغ Csa است.
- نمونه‌ها:
  - اراک، استان مرکزی، ایران (Dsa)
  - بوستون، ماساچوست، ایالات متحده(Dfa)
  - پیونگ یانگ، کره شمالی(Dwa)
  - سنندج، استان کردستان، ایران (Dsa)
  - همدان، استان همدان، ایران (Dsa)
  - موش، ترکیه(Dsa)

#### اقلیم قاره‌ای با تابستان گرم(Dfb, Dwb, Dsb)
اقلیم قاره‌ای با تابستان‌های گرم از نوع Dfb و Dwb درست شمال اقلیم قاره‌ای با تابستان داغ هستند. این اقلیم معمولاً میان مدار ۴۵ درجه و ۵۵ درجهٔ در آفریقای شمالی و آسیا و در اروپای مرکزی و شرقی و روسیه میان اقلیم معتدل اقیانوسی و اقلیم شبه‌قطبی قاره‌ای حتی تا مدار ۶۳ درجه نیز گسترش می‌یابد.
- نمونه‌ها:
  - هلسینکی، فنلاند(Dfb)
  - کی‌یف، اوکراین(Dfb)
  - فارگو، داکوتای شمالی، داکوتای شمالی، ایالات متحده(Dfb)
  - بوفالو، نیویورک، ایالات متحده(Dfb)
  - مونترئال، کبک، کانادا(Dfb)
  - ولادیوستوک، روسیه(Dwb)
- اقلیم(Dsb) مانند اقلیم Dsa است، ولی در ارتفاعات بالاتر یا عرض‌های جغرافیایی بالاتر و عمدتاً در آمریکای شمالی دیده می‌شود، زیرا اقلیم مدیترانه‌ای در آنجا نسبت به اوراسیا گسترش بیشتری به سوی قطب دارد.
- نمونه‌ها:
  - فلگستف، آریزونا، ایالات متحده
  - سوت لیک تاهو، کالیفرنیا، ایالات متحده
  - سیواس، ترکیه

#### اقلیم نیمه قطبی قاره‌ای یا اقلیم تایگا(Dfc, Dwc, Dsc)
اقلیم تایگا از نوع Dfc و Dsc در نیمکرهٔ شمالی در شمال اقلیم گروه D میان عرض‌های جغرافیایی ۵۰ درجه تا ۶۵ درجه قرار دارد، گرچه در برخی موارد تا مدار ۷۰ درجه نیز دیده می‌شود.
- نمونه‌ها:
  - مورمانسک، روسیه(Dfc)
  - یلونایف، نواحی شمال غرب، کانادا (Dfc)
  - فربنکس، آلاسکا، ایالات متحده (Dfc)
  - کریترلیک، اورگن، ایالات متحده (Dsc)
  - شهرستان موهه، هیلونگ جیانگ، چین (Dwc)

#### اقلیم نیمه قطبی قاره‌ای با زمستان‌های بسیار خشن(Dfd, Dwd, Dsd)
مناطقی که در این اقلیم قرار دارند دمای آن‌ها در سردترین ماه سردتر از منفی ۳۸ درجه سانتیگراد است. این اقلیم فقط در شرق سیبری دیده می‌شود.
- نمونه‌ها:
  - ورخویانسک (Dfd)
  - اویمیاکن (Dwd)

### گروه E: اقلیم‌های قطبی و آلپی
میانگین دمای اقلیم‌های قطبی و آلپی در همهٔ دوازده ماه سال زیر ۱۰ درجهٔ سانتیگراد است. اقلیم گروه E از نظر میزان بارش می‌تواند به خشکی اقلیم گروه B یا حتی خشکتر از اقلیم گروه B باشد، ولی میزان تبخیر آن بسیار کمتر است)

#### اقلیم توندرا (ET)

پراکندگی اقلیم قطبی.

در اقلیم توندرا گرمترین ماه دارای میانگین دمای صفر تا ۱۰ درجه سانتیگراد است، این اقلیم در لبهٔ شمالی آمریکای شمالی و اوراسیا و جزایر اطراف آن‌ها دیده می‌شود. همچنین در برخی جزایر نزدیک به قطب جنوب نیز این اقلیم وجود دارد. گاهی یک حرف سوم به اقلیم ET افزوده می‌شود که نشان دهد یکی از فصل‌های تابستان و زمستان نسبت به دیگری به وضوح خشک‌تر است؛ بنابراین جزیره هرشل در نزدیکی ساحل یوکان در کانادا دارای نماد ETw است و پیک دو میدی دو بیگور در پیرنه فرانسه نماد ETs را داراست. اگر میزان بارش کمابیش در دو نیمه سال یکسان باشد می‌تواند نماد ETf به کار رود، مانند هبرون در لابرادور که دارای نماد ETf است. برای خشک‌تر یا مرطوب‌تر بودن یک‌نیمه از سال همان استانداردی به کار می‌رود که برای گروه‌های C و D به کار می‌رود، علاوه بر این که مرطوب‌ترین ماه باید دست کم دارای ۳۰ میلی‌متر بارش میانگین باشد.
اقلیم توندرا همچنین در خارج از مناطق قطبی در ارتفاعات بالاتر از خط رویش درختان وجود دارد.
- نمونه‌ها:
  - کوه فوجی، ژاپن
  - کوه واشینگتن، نیوهمپشایر، ایالات متحده
  - یوتونهایمن، نروژ
  - ال آلتو، بولیوی (با جمعیت ۹۷۴٬۷۵۴ نفر بزرگ‌ترین شهر در منطقهٔ گروه E است)

#### اقلیم کلاهک یخی (EF)
همهٔ دوازده ماه سال دارای میانگین دمایی زیر صفر درجه است. این اقلیم، اقلیم اصلی قطب جنوب (مانند پایگاه اسکات) و گروئنلند مرکزی (مانند آیسمیته یا نورث آیس) می‌باشد. حروف بارش فصلی تقریباً هرگز به اقلیم‌های EF افزوده نمی‌شوند، زیرا در این مناطق تشخیص میان بارش برف و وزیدن آن به وسیلهٔ باد از روی زمین دشوار است، چون برف در این اقلیم تنها منبع رطوبت است.

## نقد طبقه‌بندی کوپن
برخی از اقلیم شناسان معتقدند که سیستم کوپن نیازمند بهبود است. یکی از بخش‌هایی که بیشترین ایراد به آن وارد شده اقلیم گروه C است که گفته می‌شود بیش از اندازه کلی در نظر گرفته شده. ملاک قرار دادن خط همدمای صفر درجهٔ سانتیگراد، نیوارلئان و لندن را روی یک طبقهٔ اقلیمی قرار می‌دهد، در صورتی که اختلافات بسیار اقلیمی میان این دو منطقهٔ وجود دارد. در اقلیم‌شناسی کاربردی (چاپ نخست در سال ۱۹۶۶)، جان اف گریفیس یک منطقهٔ نیمه استوایی جدید را پیشنهاد نمود که شامل مناطقی می‌شد با سردترین ماه میان ۶ تا ۱۸ درجهٔ سانتیگراد. این تقسیم‌بندی گروه C را به دو بخش برابر تقسیم می‌کرد. در این طبقه‌بندی حرف B برای منطقهٔ جدید در نظر گرفته شده که اقلیم خشک را با یک حرف اضافی پس از حرف مربوط به دما مشخص می‌کند.
بخش بحث‌برانگیز دیگر اقلیم B خشک است. ایرادی که گرفته می‌شود این است که تقسیم‌بندی این اقلیم فقط به دو زیرگروه دمایی کافی نیست. اقلیم شناسانی که چنین نظری دارند (مانند گریفیس) پیشنهاد کرده که اقلیم خشک روی همان پیوستار دمایی مانند دیگر اقلیم‌ها قرار گیرد و پس از حرف مربوط به دما یک حرف بزرگ اضافی S برای استپ و W(یا D) برای بیابان در نظر گرفته شود. گریفیس همچنین یک فرمول دیگر برای شناسایی مرز خشکی پیشنهاد کرد: R=160+9T، در این فرمول R برابر است با مرز خشکی در میانگین بارش سالانه به میلی‌متر و T میانگین دمای سالانه در درجهٔ سانتیگراد است)
ایدهٔ سوم این است که در گروه E یک منطقهٔ قطبی اقیانوسی یا EM ایجاد شود تا مناطق اقیانوسی نسبتاً ملایم مانند جزایر فالکلند و جزایر الوشن را از اقلیم تندرای قاره‌ای که سردتر است جدا کنند.
برخی از پیشنهادها با هم در تضاد هستند، مثلاً برخی پارامتر سردترین ماه مثلاً منفی ۷ درجهٔ سانتیگراد را ملاک قرار می‌دهند. در حالی که برخی دیگر میانگین دمای سالانه بالای صفر درجه را ملاک قرار می‌دهند.